# مردان (غرمي)
مردان (بالإنجليزية: Mardan, Iran)‏ هي منطقة سكنية تقع في قسم انغوت الغربي الريفي في إيران. يقدر عدد سكانها بـ 106 نسمة .